# بالتازار مغ
بالتازار (به انگلیسی: Balthazar) که به نام‌های بالتاسار و بیتیساریا نیز شناخته می‌شود، طبق سنت مسیحیت غربی، یکی از سه حکیم انجیل بود که به همراه گاسپار و ملکیور پس از تولد عیسی کودک، به ملاقات او رفتند. در سنت، از او به عنوان پادشاه عربستان یاد می‌شود که هدیه‌ای از نوع مُر برای عیسی مسیح آورد. در کلیسای کاتولیک، او به عنوان یک قدیس شناخته می‌شود.

## سنت
انجیل متی نام حکیم‌ها (و حتی تعدادشان) را ذکر نمی‌کند، اما نام‌های سنتی آن‌ها به یک دست‌نویس یونانی از سال ۵۰۰ میلادی نسبت داده می‌شود که به لاتین ترجمه شده و به عنوان منبع نام‌ها به‌طور معمول پذیرفته شده است. در این دست‌نویس اصلی، نام او بیتیساریا بود که بعدها در مسیحیت غربی به نام بالتازار تغییر پیدا کرد.
در نقاشی‌های ابتدایی، بالتازار به عنوان یک مرد سفیدپوست تصویر می‌شد. در متنی از قرن هشتم نوشته شده توسط نویسنده پسیودو-بده او به عنوان «یک پادشاه تیره‌پوست با ریش کامل» توصیف شده است. از قرن سیزدهم به بعد، گاهی او را همراه با خدمتکاران سیاه‌پوست آفریقایی نشان می‌دادند. در قرن پانزدهم، او برای اولین بار به عنوان یک مرد سیاه‌پوست آفریقایی در هنر رنسانس اروپایی تصویر شد. افزایش تصاویری از بالتازار به عنوان یک مرد سیاه‌پوست از قرن پانزدهم به بعد همزمان با رشد تجارت برده‌داری پرتغالی در اقیانوس اطلس در اواخر قرن پانزدهم بود.
همانند آن دو نفر، بالتازار ستارهٔ بیت‌لحم را دنبال کرد و ابتدا به کاخ هرود بزرگ رفت، که از آن‌ها خواست پس از یافتن کودک عیسی به نزد او بازگردند. وقتی آن‌ها به خانه رسیدند، حکیم‌ها او را پرستیدند و هدایا را تقدیم کردند. بالتازار هدیهٔ مُر را آورد که نماد مرگ آیندهٔ یک پادشاه بود، زیرا مُر در آن زمان یک کالای گران‌بها بود. پس از بازگشت به کشور خود و اجتناب از پادشاه هرود، گفته می‌شود که بالتازار در سال ۵۴ میلادی کریسمس را همراه با دیگر حکیمان در ارمنستان جشن گرفت؛ اما بعدها در تاریخ ۶ ژانویهٔ ۵۵ میلادی در سن ۱۱۲ سالگی درگذشت.

## یادبود

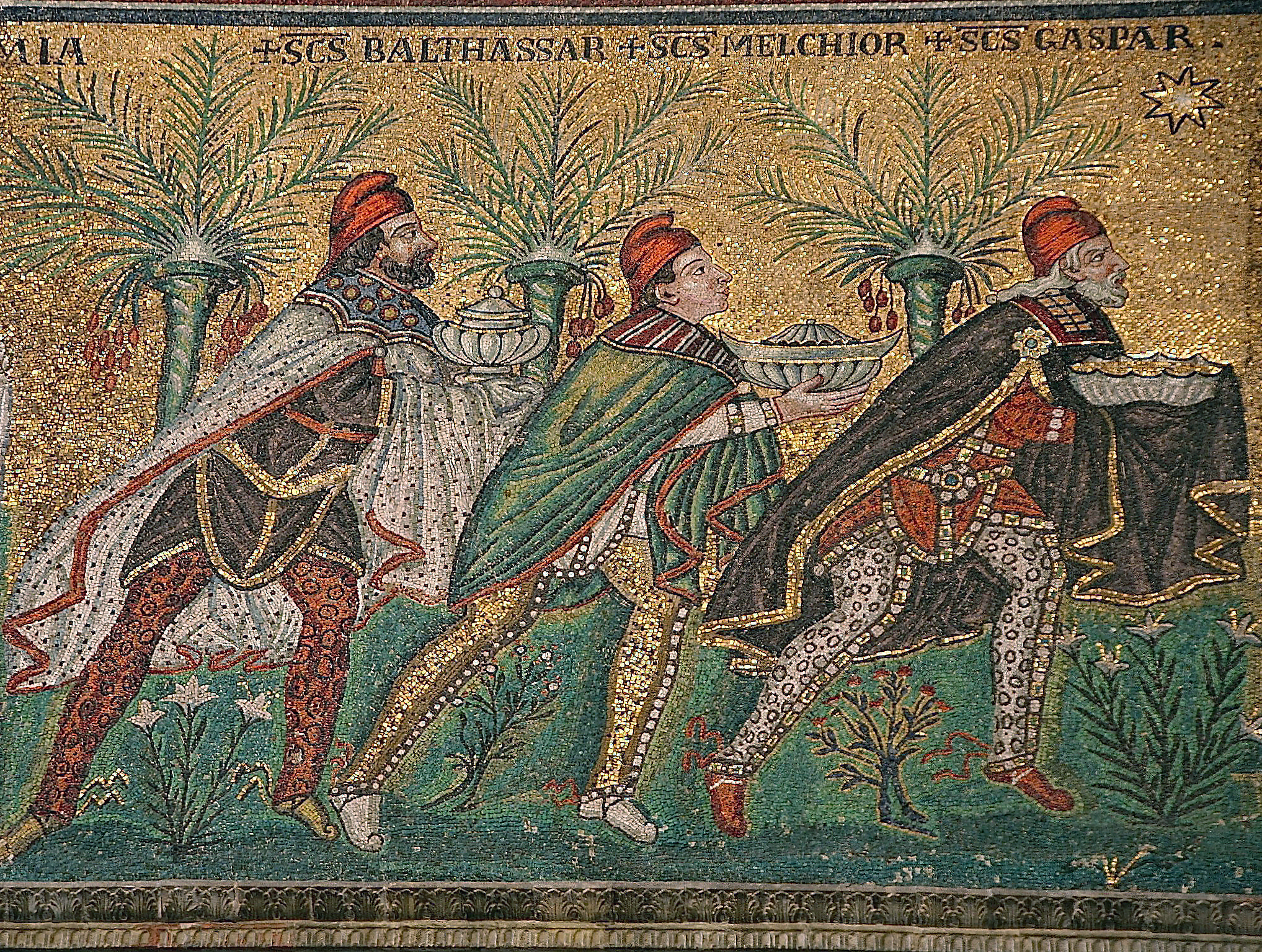
نگارهٔ سه مغ که بر روی موزاییک در سال ۵۶۵ میلادی نقش شده‌اند. بالتازار در سمت چپ قرار دارد. این نگاره در کلیسای سنت آپولینار نوو راونا ایتالیا قرار دارد.

گفته می‌شود که بالتازار به همراه دیگر حکیمان در معبد سه پادشاه در کلیسای جامع کلن دفن شده است. بقایای او پس از انتقال از قسطنطنیه توسط اوستورژیوس اول در سال ۳۴۴ میلادی به میلان، در سال ۱۱۶۴ میلادی توسط امپراتور روم، فریدریش بارباروسا به کلن منتقل شد. بالتازار در جشن اپیفانی همراه با دیگر حکیمان یاد می‌شود.